# (5424) Covington
(5424) Covington (1983 TN1) – planetoida z grupy pasa głównego asteroid okrążająca Słońce w ciągu 3,35 lat w średniej odległości 2,24 j.a. Odkryta 12 października 1983 roku.